# Urotheca
Urotheca – rodzaj węży z podrodziny ślimaczarzy (Dipsadinae) w rodzinie połozowatych (Colubridae).

## Zasięg występowania
Rodzaj obejmuje gatunki występujące w Hondurasie, Nikaragui, Kostaryce, Panamie, Kolumbii, Wenezueli i Ekwadorze. 

## Systematyka

### Etymologia
Urotheca: ουρα oura „ogon”; θηκη thēkē „sposób pochowania”.

### Podział systematyczny
Do rodzaju należą następujące gatunki:
- Urotheca decipiens (Günther, 1893)
- Urotheca dumerilli (Bibron, 1840)
- Urotheca fulviceps (Cope, 1886)
- Urotheca guentheri (Dunn, 1938)
- Urotheca lateristriga (Berthold, 1859)
- Urotheca multilineata (W. Peters, 1863)
- Urotheca myersi Savage(inne języki) & Lahanas, 1989
- Urotheca pachyura (Cope, 1875)